# Le Fils aîné (téléfilm)
Pour les articles homonymes, voir Le Fils aîné.
Pour plus de détails, voir Fiche technique et Distribution.
Le Fils aîné (en russe : Старший сын, Starchy syn) est un téléfilm soviétique en deux épisodes, l'adaptation de la pièce de théâtre éponyme de Alexandre Vampilov,, réalisé en 1975 par Vitali Melnikov aux studios Lenfilm.

## Fiche technique
- Titre : Le Fils aîné
- Réalisation : Vitali Melnikov
- Scénario : Vitali Melnikov
- Photographie : Youri Veksler (ru)
- Directeur artistique : Bella Manevitch (ru)
- Son : Konstantin Lachkov (ru)
- Montage : Zinaïda Scheinemann (ru)
- Directeur de production : Viktor Borodine
- Musique : Sergueï Rachmaninov
- Rédaction : Alla Borissova
- Société de production : Lenfilm
- Pays d'origine :  Union soviétique
- Langue : russe
- Dates de sortie : 1975 (URSS)
- Format : Couleurs - 35 mm - mono
- Genre : Comédie dramatique
- Durée : 132 minutes

## Distribution
- Evgueni Leonov : Andreï Sarafanov, père de famille
- Nikolai Karachentsov : Vladimir Boussyguine
- Mikhaïl Boyarski : Silva (Semion) Sevostianov
- Natalia Egorova (ru) : Nina, fille d'Andreï Sarafanov
- Vladimir Izotov (ru) : Vassenka, fils d'Andreï Sarafanov
- Svetlana Krutchkova : Natalia Makarskaïa
- Nikolaï Nikolsky : Mikhaïl Koudimov. fiancé de Nina
- Igor Gorbatchev (ru) : voisin de Sarafanov